# Kpédékpo
Kpédékpo est un arrondissement du département du Zou au Bénin.

## Géographie
Kpédékpo est une division administrative sous la juridiction de la commune de Zagnanado,.

## Démographie
Selon le recensement de la population effectué par l'Institut National de la Statistique Bénin en 2013, Kpédékpo compte 8 268 habitants pour une population masculine de 4 070 contre 4 198  femmes pour un ménage de 1 576 .